# 圣克鲁瓦欧米讷
圣克鲁瓦欧米讷（法語：Sainte-Croix-aux-Mines，法語發音：[sɛ̃t kʁwa o min] ⓘ）是法国大东部大区上莱茵省的一个市镇，属于科尔马-里博维莱区。

## 地理
圣克鲁瓦欧米讷（48°15'44"N, 7°13'31"E）面积27.85 平方千米，位于法国大東部大區上莱茵省，该省份为法国东部内陆省份，是阿尔萨斯的一部分，今与下莱茵省组成了阿尔萨斯欧洲集体，其北临下莱茵省，西接孚日省，西南接贝尔福地区省，东侧沿莱茵河与德国相望，南与瑞士接壤。
与圣克鲁瓦欧米讷接壤的市镇（或旧市镇、城区）包括：里博維萊、圣伊波利特、列夫尔、龙巴勒弗朗、圣玛丽欧米讷、吕比讷、吕斯、维桑巴。
圣克鲁瓦欧米讷的时区为UTC+01:00、UTC+02:00（夏令时）。

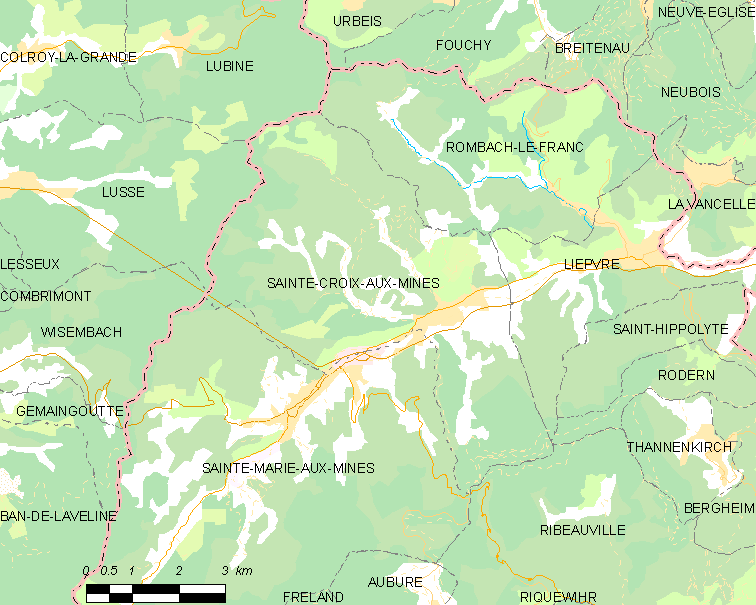
圣克鲁瓦欧米讷的OSM定位图

## 行政
圣克鲁瓦欧米讷的邮政编码为68160，INSEE市镇编码为68294。

## 政治
圣克鲁瓦欧米讷所属的省级选区为圣玛丽欧米讷县。

## 人口

1962-2008年间圣克鲁瓦欧米讷人口变化图示

圣克鲁瓦欧米讷于2022年1月1日时的人口数量为1756人。